# 별내별가람역
별내별가람역(別內別가람驛, ByeollaeByeolgaram station)은 경기도 남양주시 별내동에 있는 수도권 전철 4호선의 전철역이다. 이 역에만 지하구간이다.

## 역사
- 2014년 12월 10일: 착공
- 2021년 8월 6일: 철도거리표 고시 및 역명 확정[2]
- 2022년 3월 19일: 진접선 개통으로 영업 개시

## 역 구조
2면 2선의 상대식 승강장을 갖춘 지하역이며, 스크린도어가 설치돼 있다.
| 오남 ↑   |
| \| 상    |
| ↓ 불암산 |

| 상행 | ● 수도권 전철 4호선 | 오남 · 진접 방면            |
| 하행 | ● 수도권 전철 4호선 | 창동 · 남태령 · 오이도 방면 |

## 역 주변
- 새마을금고 별가람지점
- 수도권제1순환고속도로 별내 나들목
- 남양주덕송초등학교
- 파리바게트 별내별가람역점
- 이디야커피 별내북부점
- 별내별가람마을
- 남양주덕송초등학교
- 별내체육공원
- 별내아이파크

## 미래
- 국토교통부의 제4차 국가철도망 구축계획에 따르면 서울 지하철 8호선의 연장선인 별내선을 이 역까지 연장하는 계획이 존재한다.

## 인접한 역
| 진접선             | 진접선              | 진접선                 |
| ------------------ | ------------------- | ---------------------- |
| 406 오남 진접 방면 | ● 수도권 전철 4호선 | 409 불암산 남태령 방면 |